# 阮勤
阮勤（1423年—1499年），字必成，交阯承宣布政使司多翼縣人，明朝政治人物。

## 生平
景泰元年（1450年）庚午科順天鄉試舉人，景泰五年（1454年）甲戌科第三甲第八十名進士。授南京大理寺左评事，丁忧去職。服阕，复除右寺评事，迁右寺副。升浙江台州府知府，在任期間，清慎惠政。成化八年（1472年）升山東左參政，次年赴任，十三年升本司右布政使，十四年轉左布政，十六年以都察院右副都御史巡撫陝西，當地饑荒，他奏免七府租四十余萬石。二十年召入為兵部右侍郎，不久轉左侍郎，調任南京刑部。弘治三年（1490年）致仕，升正二品俸，进阶资善大夫。十二年（1499年）卒，享年七十七。
清源王朱幼㘧应潞州知州马暾所请，作《大明故南京刑部左侍郎进阶资善大夫致仕阮公墓铭》，以别号署名“懒云”。

## 家族
其先為交趾人，永樂三年明軍征讨交趾，其父阮河投降英國公張輔，授雲屯縣典史。宣德初徙往京师，授山西长子县典史，遂占籍長子縣。曾祖阮文，祖阮泰，父阮河，母吳氏；繼母萬氏。